# O bačovi a šarkanu
O bačovi a šarkanu, někdy též O bačovi a šarkanovi, je jedna z pohádek Boženy Němcové. Poprvé vyšla 19. června 1855 v almanachu Perly české pod pseudonymem Štěpán Danielli. Němcová později zařadila variantu této pohádky také do souboru Slovenské pohádky a pověsti (1858) se slohovými dodatky a více poslovenštěnou řečí. Bača se za podivných okolností dostane do podzemní říše s hady, a aby se mohl vrátit, musí složit přísahu mlčenlivosti. Kouzelník ho ale donutí ji porušit a zlý drak (šarkan) se mu za to pomstí. Božím zásahem je ale zachráněn.

## Děj
Vysoko v horách pobýval bača. Jednou na podzim uviděl zvláštní úkaz. Uviděl, jak ke skále, která byla před ním, přilézalo velké množství hadů. Každý had ukousne kousek trávy (zelinku), dotkne se skály a ta se mu otevřela. Bača udělal totéž a dostal se do podzemní jeskyně. Stěny zde byly ze zlata a stříbra. Uprostřed jeskyně byl stůl a na něm veliký had a spal. Kolem stolu spoustu dalších hadů a také spali. Bača se nemohl dostat ven a rozhodl se, že si zdřímne.  
Když se probudil, všichni hadi se ptala velkého a starého hada na stole, zda už nastal čas. Ten jim odpověděl, že ano a plazili se ven. Bača šel za nimi, ale těsně před ním se východ ze skály uzavřel. Objevil se před ním starý had a bača mu musel třikrát slíbit, že nikomu nepoví to, co uvnitř skály viděl. Bača to slíbil a byl propouštěn.

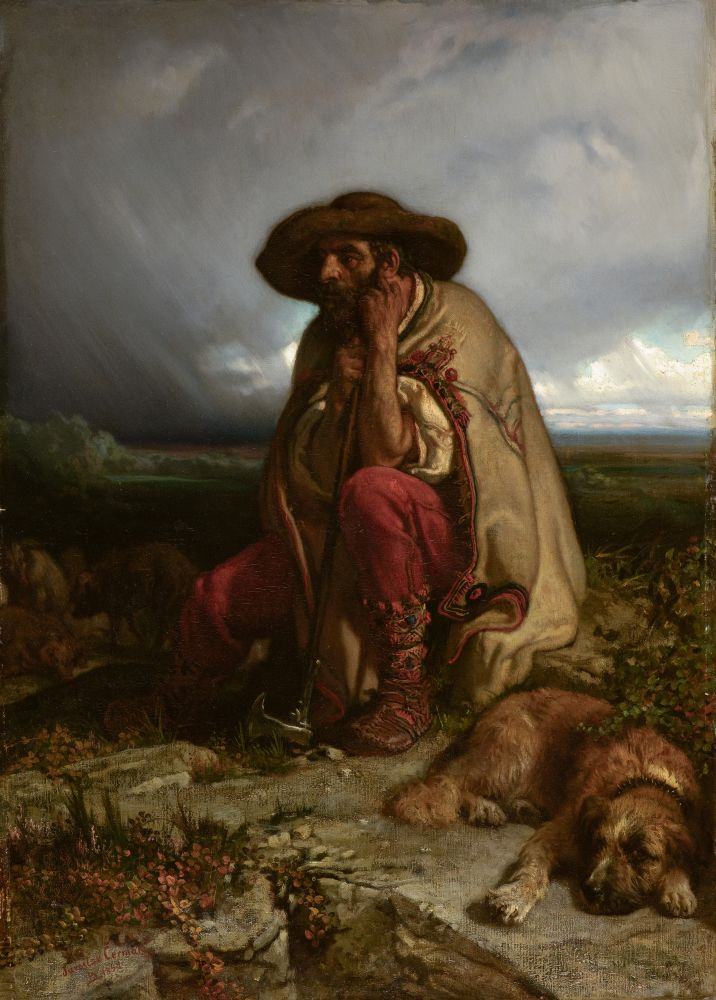

Venku zjistil, že uběhlo už půl roku a že je jaro. Když přišel domů, Jakýsi pěkný pán hovořil s jeho ženou a ta mu vyprávěla o zmizení svého manžela. Bačová byla pak velmi rozzlobená, když k nim bača přiběhl a začala mu nadávat. Pěkný pán ji ale uklidnil a dal se do hovoru s bačou. Bača zjistil, že jde o černokněžníka. Ten chtěl po bačovi, aby prozradil tajemství, které ukrýval. Bača se nejdříve zdráhal, ale černokněžník ho tak vystrašil, že své tajemství prozradil a zavedl černokněžníka k onomu vchodu do skály. Zde začal černokněžník zaříkáním z nějaké své kouzelné knihy. Skála se otevřela a vystoupil z ní velký okřídlený drak (šarkan). Byl to ten proměněný starý had, kterému musel bača dříve slíbit, že nikomu neprozradí své tajemství. Kouzelník rozkázal bačovi, aby mu přehodil přes hlavu jakousi ohlávku. Šarkan toho ale využil, posadil si baču na hřbet a odletěl s ním.  
Následovala pak hrozná jízda, během které bača umíral strachy. Drak s ním stoupal stále výš a výš. Bača prosil šarkana o slitování, ale ten na jeho prosby nedbal. Bača pak ale využil přítomnosti skřivánka, který se k nim přiblížil a poprosil ho, aby vyřídil vzkaz nebeskému otci, Bohu a ten, aby mu pomohl. Bůh, nebeský otec poslal pak po skřivánkovi zlatem popsaný březový lístek, vzkaz pro šarkana a ten, když ho uviděl, vrátil pak baču na zem. 

## Překlady
V roce 1930 byly některé pohádky Boženy Němcové, včetně Bači a šarkana, přeloženy do anglického jazyka. Pod názvem The Shepherd and the Dragon vydala Eleonora E. Ledbesterová v nakladatelství Mc. Brideové 24 českých a slovenských pohádek.

## Přijetí díla a interpretace
Tato pohádka patří mezi ty, ve kterých dosahuje vypravěčství B. Němcové svého vrcholu. Autorka se snažila v této a dalších původně slovenských pohádkách zachovat ráz slovenského prostředí. Proto ponechávala často slovenské znění v původní podobě. Ostatní text byl přeložen do češtiny. Němcová spojila dohromady dvě původní pověsti: o hadím králi, který spí pod horami, a o draku, na němž jezdí černokněžník. Šarkana lze interpretovat jako zpodobnění jarní bouřky s prudkým přívalem vod. Zdá se, že podobná vyprávění byla mezi lidmi slovenské národnosti oblíbená. Němcová v této pohádce vystihuje lidový humor a naivní lidové představy.